# Огре (река)
О́гре (латыш. Ogre, нем. Oger, в старину рус. Угр, в древн. Вара) — река в Латвии, протекает через Цесисский, Мадонский и Огрский край. Длина реки — 188 км, площадь бассейна — 1730 км². Средний расход воды — 17,9 м³/с. Высота истока — 222 м над уровнем моря. Вытекает из маленького озера Сивениньш на Видземской возвышенности, сильно извиваясь течёт на запад и втекает в Даугаву. В устье реки находится одноимённый город Огре. Наиболее крупные притоки — Личупе, Лобе, Авиексте. Благодаря извилистости и течению на реке популярен водный туризм.

## История
Существует предположение об отождествлении реки Огре с летописной рекой Вога, упомянутой в «Хронике Ливонии» как место переговоров посла полоцкого князя Владимира с переговорщиками рижского епископа Альберта по поводу уплаты дани.
Название реки Вогене (или Вога), возможно, происходит от финно-угорского слова voog, которое переводится как речка, поток, волна.
Поскольку до Ливонского крестового похода земли ливов находились в зависимости от Полоцкого княжества, князь намеревался восстановить контроль над ними и после первого похода 1203 года готовился к новому. Ливы жаловались на немцев князю, прося защиты. Узнав о намерениях князя, Альберт задержал в Ливонии крестоносцев, собиравшихся возвращаться в Германию.
Владимир отправил в Нижнее Подвинье полоцких чиновников, чтобы они, выслушав обе стороны — немцев и ливов, решили, кто из них говорит правду. Прибыв на место, полоцкие чиновники остановились в Кукейносе, а вместе с Теодорихом в Ригу послали дьяка Стефана, чтобы вызвать Альберта на разбирательство 30 мая 1206 года на реку Вогу. Альберт предложил послам приехать к нему в Ригу, «так как послы обычно являются к государю, а он сам, как бы скромен ни был, не выходит к послам из своих укреплений».
К назначенному времени на Воге скопилось большое количество ливов. С Гольма на корабле прибыли их старейшины, жившие в этом замке. По дороге они пытались хитростью выманить из Икскюля немцев, приглашая тех сесть к ним на корабль, но немцы не согласились. Тогда ливы напали на Гольм и захватили его. Отсюда они направились на Ригу, но крестоносцы, которые были там, легко разбили ливов и вернули себе Гольм.
Отказ Альберта лично прибыть на переговоры вызвал у Владимира возмущение. Он собрал войско и на кораблях спустился вниз по Двине, планируя захватить Гольм, Икскюль и Ригу. Однако Владимиру пришлось отказаться от этих замыслов, так как он узнал о приближении флота крестоносцев из Германии, а также датского короля Вальдемара, высадившегося с войском на Эзель.